# Aleksander Fredro

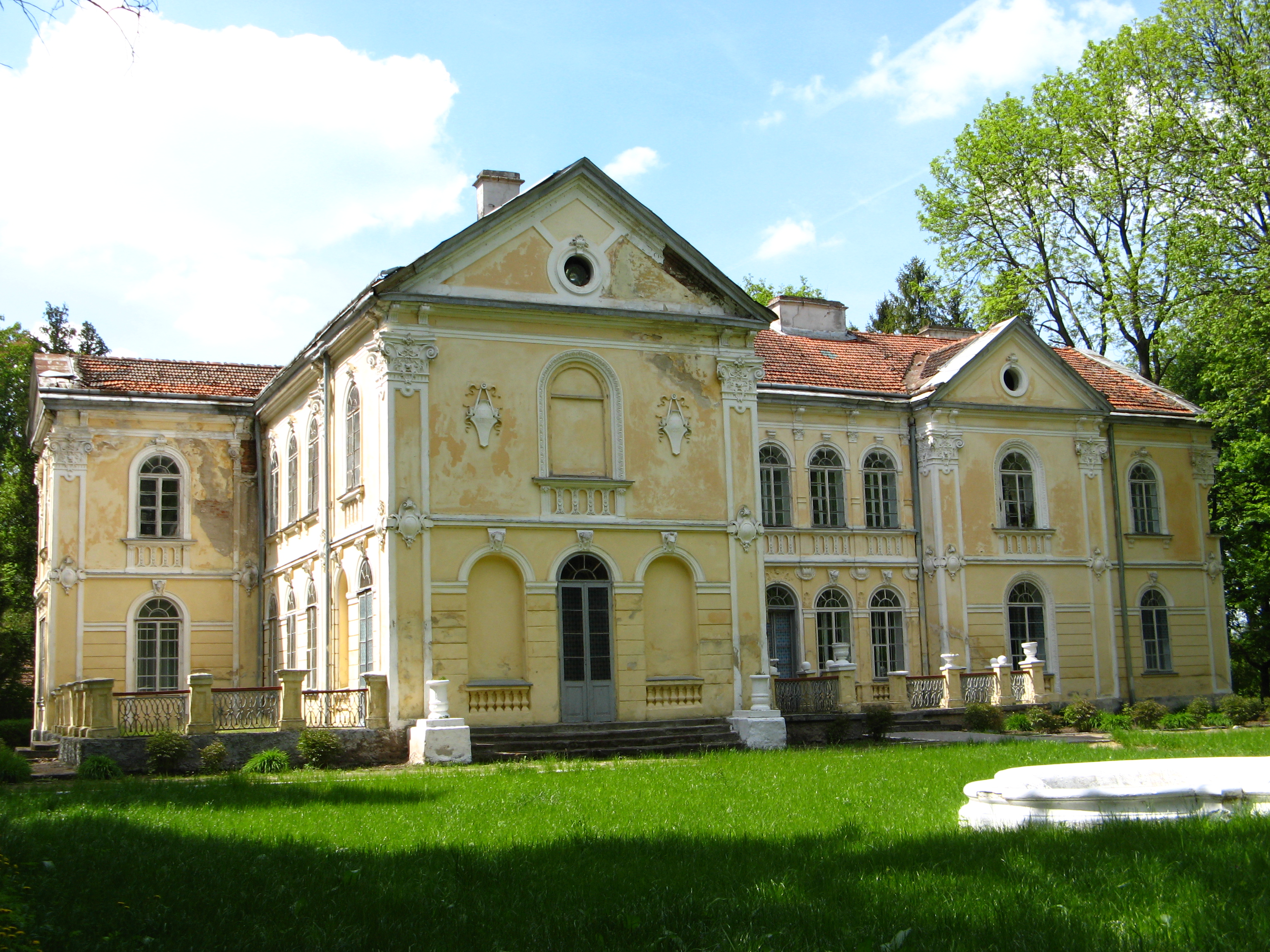
Pałac w Bieńkowej Wiszni (2011)

Aleksander Fredroⓘ herbu własnego (ur. 20 czerwca 1793 w Surochowie koło Jarosławia, zm. 15 lipca 1876 we Lwowie) – polski hrabia, komediopisarz, pamiętnikarz, poeta, ziemianin, oficer, wolnomularz, tworzył w epoce romantyzmu. Uważany jest za najwybitniejszego komediopisarza w historii literatury polskiej.

## Życiorys
Urodził się 20 czerwca 1793 roku w Surochowie niedaleko Jarosławia w bogatej rodzinie szlacheckiej (niegdyś senatorskiej) jako syn Jacka Fredry i Marianny z Dembińskich. Do Beńkowej Wiszni rodzice Aleksandra Fredry sprowadzili się w 1797 roku. Nauki pobierał w domu rodzinnym, nigdy nie uczęszczał do szkół publicznych. 12 stycznia 1806 roku zmarła niespodziewanie jego matka Marianna Fredro. Ojciec, Jacek Fredro przeniósł się wraz z nim do Lwowa.
W wieku 16 lat, w 1809 roku zaciągnął się do armii Księstwa Warszawskiego wstępując w szeregi 11 pułku ułanów Adama Potockiego. Trzy lata później wziął udział w wyprawie Napoleona na Moskwę służąc w 5 pułku jazdy; otrzymał wówczas Złoty Krzyż Virtuti Militari. W latach 1813–1814 przebył całą kampanię napoleońską jako oficer ordynansowy w sztabie cesarza. Po czym, w 1814 roku został odznaczony Krzyżem Legii Honorowej. Po abdykacji Napoleona w 1815 roku wrócił do domu i gospodarował w rodzinnym majątku Bieńkowa Wisznia. Opuszczając Paryż po klęsce Napoleona, Aleksander Fredro napisał: Wyjechaliśmy razem, z odmiennych pobudek: Napoleon na Elbę, ja zasię do Rudek. Wstąpił do lubelskiej loży wolnomularskiej.
W 1818 roku, mając 25 lat, napisał pierwszą ważną komedię, Pan Geldhab. Sztuka, napisana z dużym humorem i wdziękiem, opowiada o perypetiach młodego szlachcica starającego się o rękę córki tytułowego dorobkiewicza, ten jednak usiłuje wydać ją za księcia. Sztuka została wystawiona w 1821 r.
9 listopada 1828 roku , po jedenastu latach starań, poślubił w kościele w Korczynie właścicielkę zamku w Odrzykoniu, Zofię de domo hrabiankę Jabłonowską, primo voto hrabinę Skarbkową.
W 1828 roku, po śmierci ojca, przejął i pomnożył odziedziczony majątek. Był już wtedy autorem kilkunastu komedii. Rok później wstąpił do Towarzystwa Przyjaciół Nauk. W 1830 roku brał udział w pracach Obywatelskiego Komitetu Pomocy dla Powstania, który został utworzony we Lwowie. W 1832 roku przechowywał w swoim majątku dwóch powstańców z Wielkopolski, którzy w obawie przed represjami ze strony władz pruskich schronili się w Galicji. W 1839 roku otrzymał Honorowe Obywatelstwo Miasta Lwowa.
W 1839 roku przerwał działalność literacką pod wpływem ataków krytyki i na kilkanaście lat zaprzestał twórczości, pisząc jedynie w latach 1846–1848 pamiętniki z czasów napoleońskich Trzy po trzy. 3 lipca 1845 członek założyciel Galicyjskiego Towarzystwa Gospodarskiego. W rewolucyjnym roku 1848 był członkiem lwowskiej Rady Narodowej.
W latach 1850–1855 (z niewielkimi przerwami) przebywał po raz drugi we Francji, gdzie po powstaniu węgierskim znalazł schronienie jego syn, Jan Aleksander Fredro (także komediopisarz).
W 1854 roku wznowił działalność komediopisarską, ale równocześnie podjął decyzję o niepublikowaniu i niewystawianiu swoich dzieł w przypadku żądania odeń jakichkolwiek zmian w ich treści.
Po 1857 otrzymał francuski Medal Świętej Heleny. Od 1861 roku był posłem do Sejmu Krajowego. Czynił starania o budowę w Galicji pierwszej linii kolejowej, organizował Towarzystwo Kredytowe Ziemskie i Galicyjską Kasę Oszczędności. 17 kwietnia 1873 roku został mianowany kawalerem Wielkiego Krzyża Orderu Franciszka Józefa. Od 1873 roku był członkiem Akademii Umiejętności.
Zmarł we Lwowie 15 lipca 1876 roku. Został pochowany w rodzinnej krypcie w kościele Wniebowzięcia Najświętszej Marii Panny w Rudkach koło Lwowa. W latach 70. XX wieku wrocławski znawca i miłośnik twórczości Fredry, prof. Bogdan Zakrzewski, odwiedzając Rudki miał skraść z grobowca poety jeden z palców jego szkieletu. Kości te zamurowano w ścianie kościoła św. Maurycego we Wrocławiu.
Aleksander Fredro był człowiekiem pełnym wewnętrznych sprzeczności: aktywny i zaangażowany w sprawy publiczne, szukał zarazem samotności i przejawiał skłonność do mizantropii. Ostatnie lata życia, naznaczone chorobami, spędził z dala od świata w gronie rodzinnym.
Był autorem komedii obyczajowych z życia szlachty, głównie prowincjonalnej. Pisywał również wiersze, poematy, aforyzmy. Debiutował w 1817 roku, jednak pozostał obcy problemom romantyzmu. Naraziło go to na ostre ataki ze strony Seweryna Goszczyńskiego i Leszka Dunina Borkowskiego, w wyniku których zaprzestał publikowania swoich utworów, pisując do szuflady przez ok. 18 lat. Wychowany w tradycjach oświecenia, był bliski Laurence’owi Sterne’owi. W swych komediach Fredro ukazał mistrzostwo w tworzeniu charakterystyki bohaterów, kształtowaniu akcji i giętkości języka. Do utworów wprowadzał akcenty humorystyczne i elementy komiki ludowego teatru, ówcześnie właściwe tylko farsie. Utwory Fredry weszły na stałe do kanonu polskiej literatury i teatru. Jego bajki, jak np. Małpa w kąpieli, Zupa na gwoździu czy Paweł i Gaweł, są lekturami literatury dziecięcej.
Etapy edukacji:
- Nauka w domu (pod okiem guwernera), która polegała na pamięciowym opanowywaniu wiedzy książkowej. Fredro wspomina ją następująco: „W młodych latach nie okazywałem zdolności do nauki”.
- Szkoła życia – nabieranie doświadczenia życiowego. Według Fredry: „Odtąd zaczęła się dla mnie szkoła świata, najpraktyczniejsza, najbardziej urozmaicona”.

## Rodzina
Jesienią 1828 r. ożenił się z Zofią z Jabłonowskich el primo voto Skarbkową. Miał z nią synów Jana Aleksandra, Gustawa (1830 - 1831), Jana Nepomucena Henryka Jacka (ur./zm. 1832) i córkę Zofię z Fredrów, zamężną hrabinę Szeptycką, która była matką m.in. arcybiskupa Andrzeja Szeptyckiego, błogosławionego Klemensa Szeptyckiego i generała Stanisława Szeptyckiego. Jego siostra Cecylia z Fredrów Jabłonowska była prababką błogosławionego Stanisława Kostki Starowieyskiego, męczennika.

## Twórczość

### Dramaty
- Brytan-Bryś
- Ciotunia
- Co tu kłopotu!
- Cudzoziemczyzna
- Damy i huzary
- Dożywocie
- Dwie blizny
- Dyliżans
- Godzien litości
- Gwałtu, co się dzieje!
- Intryga naprędce
- Jestem zabójcą
- Koncert
- List
- Lita & Compagnie
- Mąż i żona
- Nikt mnie nie zna
- Nocleg w Apeninach
- Nowy Don Kiszot, czyli sto szaleństw
- Obrona Olsztyna
- Odludki i poeta
- Ostatnia wola
- Ożenić się nie mogę
- Pan Benet
- Pan Geldhab
- Pan Jowialski
- Pierwsza lepsza, czyli nauka zbawienna
- Przyjaciele
- Rewolwer
- Rymond
- Śluby panieńskie, czyli Magnetyzm serca
- Świeczka zgasła
- Teraz
- Wielki człowiek do małych interesów
- Wychowanka
- Z jakim się wdajesz, takim się stajesz
- Zemsta
- Zrzędność i przekora
- Z Przemyśla do Przeszowy

### Proza
- Dziennik wygnańca
- Nieszczęścia najszczęśliwszego męża
- Trzy po trzy
- Zapiski starucha

### Inne
- Baśń o trzech braciach i królewnie
- Paweł i Gaweł
- Piczomira królowa Branlomanii
- Sztuka obłapiania

## Utwory przypisywane Fredrze
- XIII Księga Pana Tadeusza

## Upamiętnienie
- We Wrocławiu znajduje się pomnik Aleksandra Fredry, wzniesiony pierwotnie we Lwowie[9].
- We Wrocławiu po 1945 roku ulicę Neue Schweidnitzer Strasse nazwano imieniem Fredry, jednakże w 1953 roku ul. Fredry i ul. Świdnicką połączono w ul. Stalingradzką, a po destalinizacji z 1956 roku cały ciąg został przemianowany na ul. Świdnicką. W 2013 roku imieniem Fredry nazwano ulicę, będącą odnogą pl. Uniwersyteckiego[10].
- Poznańska ulica Aleksandra Fredry położona jest w centrum miasta, będąc równoległą do ulicy Święty Marcin na jej części. Mieszczą się tu m.in. takie poznańskie budowle jak gmach opery, Collegium Maius UMP, Kościół Najświętszego Zbawiciela, przylegają parki oraz bezpośrednia okolica innych ważnych dla miasta budynków również tych położonych przy Świętym Marcinie.
- W Krakowie przed wejściem do gmachu Teatru im. Juliusza Słowackiego znajduje się pomnik (popiersie) Aleksandra Fredry autorstwa Cypriana Godebskiego, ustawiony tam w roku 1900[11].
- W Gnieźnie funkcjonuje teatr im. Aleksandra Fredry, jedyny w Polsce nazwany jego imieniem[12].
- Uchwałą Sejmu RP IX kadencji z 22 lipca 2022 zdecydowano o ustanowieniu roku 2023 Rokiem Aleksandra Fredry[13]. Patronowi roku 2023 poświęcono wydanie specjalne „Kroniki Sejmowej”[14].
- Pociąg PKP Intercity ze stacji Warszawa Wschodnia do stacji Wrocław Główny i z powrotem nosi nazwę IC Fredro